# Nebovidy (kraj południowomorawski)
Nebovidy – gmina w Czechach, w powiecie Brno, w kraju południowomorawskim. Według danych z dnia 1 stycznia 2014 liczyła 655 mieszkańców.